# Alcelaphus buselaphus swaynei
L'alcelafo di Swayne (Alcelaphus buselaphus swaynei P. L. Sclater, 1892), noto anche come korkay, è una rara sottospecie di alcelafo originaria dell'Etiopia. Deve il nome all'esploratore e cacciatore inglese Colonnello H. G. C. Swayne (1860-1940).

## Tassonomia
Sotto l'attuale dicitura A. b. swaynei vengono attualmente raggruppati alcelafi che in passato erano suddivisi in due sottospecie diverse: A. b. swaynei (Somalia settentrionale) e A. b. noacki (a sud del lago Zway). Tra queste, A. b. swaynei gode della priorità tassonomica.
Attualmente, sia l'alcelafo di Swayne che l'alcelafo torà sono considerati sottospecie dell'alcelafo; tuttavia, in passato, l'alcelafo di Swayne era considerato una sottospecie dell'alcelafo torà, che veniva classificato come specie a sé. Per questo motivo molti autori del passato hanno fatto confusione tra le due sottospecie, e bisogna essere consapevoli del fatto che gran parte del materiale pubblicato su questi animali potrebbe essere fuorviante o erroneo.

## Descrizione

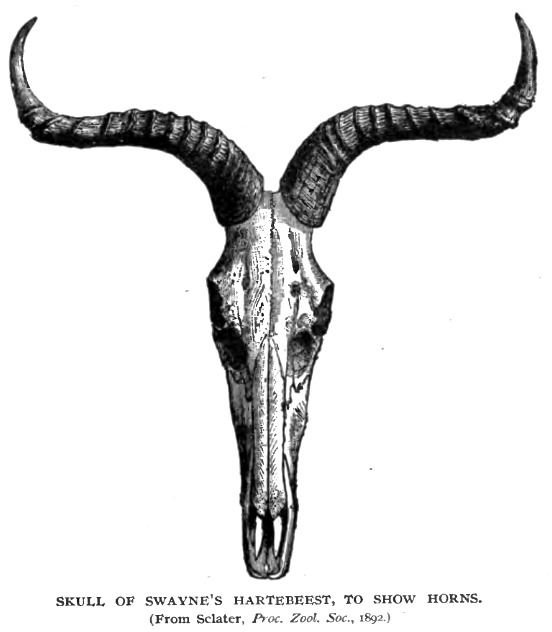
Corna di A. b. swaynei.

L'alcelafo di Swayne viene talvolta confuso con il torà, ma non dovrebbe essere difficile distinguerlo da quest'ultimo, dal momento che ha una colorazione molto differente e occupa un areale ben delimitato.
L'alcelafo di Swayne, che misura circa 119 cm di altezza al garrese, è un po' più piccolo del torà, ma come questo ha una testa più corta rispetto agli altri alcelafi e un peduncolo frontale meno sviluppato in altezza. Visto da una certa distanza il suo mantello può sembrare nero, ma in realtà presenta la regione superiore color marrone cioccolato scuro, finemente punteggiato di bianco a causa delle punte bianche dei peli. La regione scapolare e la metà inferiore della coda sono nere. I fianchi e le zampe sono più chiari del dorso. La faccia è nera fatta eccezione per una banda color cioccolato sotto gli occhi. Le spalle, la parte superiore delle zampe e la metà superiore della coda sono nere. Le corna (presenti in entrambi i sessi) sono a forma di parentesi ed esili; si sviluppano verso l'esterno dal peduncolo, per poi piegarsi all'insù e all'indietro. Ricordano molto quelle dell'alcelafo torà, ma sono leggermente più corte e un po' più pesanti.

## Distribuzione e habitat
In passato l'areale dell'alcelafo di Swayne comprendeva tutta la Rift Valley dell'Etiopia, e si estendeva verso est fino alla Somalia nord-occidentale, dove era particolarmente numeroso, ma scomparve da gran parte dell'area prima del 1930. Attualmente l'intera popolazione è ridotta a meno di 600 esemplari suddivisi in alcune popolazioni isolate nell'Etiopia meridionale.

## Conservazione
L'alcelafo di Swayne, che abitava nelle pianure erbose dell'Etiopia e della Somalia, è scomparso da quest'ultimo Paese, mentre solo pochi capi sopravvivono nel primo. L'epidemia di peste bovina della fine del XIX secolo colpì anche gli alcelafi e ne ridusse grandemente il numero. Contrariamente a quello che accadde ai bufali, le gravi perdite registrate fra gli alcelafi non furono mai colmate soprattutto a causa della caccia continuata cui sono stati fatti segno. I 1400 esemplari che restavano nel 1978 occupavano un areale molto ristretto nell'Etiopia meridionale, una terra devastata da una lunga guerriglia tra popoli tribali. Rispetto al 1978 la popolazione è notevolmente diminuita, tanto che ne rimangono in tutto meno di 600 esemplari, tra cui circa 250 esemplari adulti, confinati in quattro aree protette principali: il santuario naturale di Senkele (270 km a sud di Addis Abeba) con circa 200 individui, il parco nazionale di Nechisar, il parco nazionale di Awash e il parco nazionale del Maze con poche decine di capi ciascuna. Qui l'alcelafo deve contendere lo spazio vitale al bestiame domestico, con il risultato di abbandonare agli invadenti bovini i pascoli migliori per rifugiarsi in terreni degradati e privi di acqua. A peggiorare ancor di più la situazione, nessun alcelafo di Swayne vive in cattività.